# 174567 Varda
Varda (designazione ufficiale 174567 Varda) è un oggetto transnettuniano con una magnitudine assoluta di 3,4, quindi di notevoli dimensioni, tanto che è candidato a diventare pianeta nano. Scoperto nel 2003 con la designazione provvisoria 2003 MW12, presenta un'orbita caratterizzata da un semiasse maggiore pari a 45,5890215 au e da un'eccentricità di 0,1439822, inclinata di 21,52104° rispetto all'eclittica.
Dopo la sua scoperta è stato individuato anche in immagini risalenti al 1980. Il prossimo passaggio al perielio avverrà nel febbraio del 2096.
Il Minor Planet Center (MPC) lo ha classificato come un oggetto classico della fascia di Kuiper mentre il Deep Ecliptic Survey (DES) lo ha classificato come un oggetto del disco diffuso.
Nel 2011, dall'esame di un'immagine ripresa dal telescopio spaziale Hubble il 26 aprile 2009, è stato individuato un satellite che si ritiene abbia una dimensione pari a circa la metà di quella del corpo maggiore. Il satellite compie in circa 5,75 giorni un'orbita caratterizzata da un'eccentricità di 0,0215, un semiasse maggiore di 4809 chilometri e un'inclinazione tra gli 82° e 100°.
Il 10 settembre 2018 il risultato di un'occultazione stellare ha indicato un diametro per Varda di 716,6 km con un'incertezza di soli 4,8 km.
L'asteroide è dedicato a Varda, la dea regina creatrice delle stelle nella mitologia dell'universo immaginario di Arda creata da J. R. R. Tolkien. Il satellite, denominato Ilmarë, è dedicato ad un'ancella di Varda.